# Gladwin County
Gladwin County is een county in de Amerikaanse staat Michigan.
De county heeft een landoppervlakte van 1.313 km² en telt 26.023 inwoners (volkstelling 2000). De hoofdplaats is Gladwin.